# Abriebfestigkeit
Die Abriebfestigkeit bezeichnet die Widerstandsfähigkeit von festen Oberflächen gegenüber mechanischer Beanspruchung, insbesondere Reibung. Sie wird von den Oberflächeneigenschaften der beteiligten Stoffe, hauptsächlich der Rauheit und Härte, bestimmt.
In der Industrie wird die Abriebfestigkeit durch Methoden wie Schleifen oder Sandstrahlen bestimmt. Die Prüfung kann entweder entsprechend nach DIN- bzw. EN-Normen vorgeschrieben oder Teil einer Qualitätskontrolle sein.
Beispiele: Keramikfliesen werden in verschiedene Abriebfestigkeitsklassen eingeteilt, wie „Abrieb 5“ (höchste Abriebfestigkeit), „Abrieb 4“ (hohe Abriebfestigkeit), „Abrieb 3“ (mittlere Abriebfestigkeit) usw.
Zur Messung der Abriebfestigkeit von Natursteinen wird der steinerne Prüfkörper entsprechend einer EU-Norm durch genormte Schleifmittel abgeschliffen und der Abriebverlust gemessen. Die Ritzhärte nach Mohs ist nicht geeignet, die Härte der Natursteine zu messen, da sie lediglich für Minerale Anwendung finden kann.
Im Straßenbau wird mittels der Prallprüfung ein Abriebwert bestimmt, der die Widerstandsfähigkeit der verwendeten Gesteinskörnung kennzeichnet.